# Славія (Рівне)
Славія (Рівне) — аматорський футбольний клуб із міста Рівне. В сезоні 2012 року виступав у Чемпіонаті Рівненської області з футболу.

## Історія
«Футбольний клуб «Славія» було засновано у 2002 році його незмінним президентом, а тоді ще гравцем Гориславом Літвінчуком. Спершу клуб базувався в селі Велика Омеляна Рівненського району. Три сезони «Славія» виступала у чемпіонаті Рівненського району. В 2005 році ставши чемпіоном «Славія» перейшла до обласних змагань. В другій лізі команда затрималась не на довго, ставши чемпіоном в дебютному для себе сезоні 2006 року. З 2007 «Славія» переїжджає до Рівного, і носить назву «Буран-Славія». Перший сезон у першій лізі Чемпіонату Рівненської області команда закінчує шостою. У 2008 році, відкинувши приставку «Буран», «Славія» до останнього бореться за бронзові медалі чемпіонату, втім в заключному  турі програє своєму головному конкуренту «Случу» з Березного, і задовольняється четвертою сходинкою турнірної таблиці. 2009 рік став «золотим сезоном» для «Славії». Команда розпочинає рік з перемоги на обласному Меморіалі Володимира Шморгуна на призи газети «Вільне слово» (це неофіційний «зимовий» чемпіонат області). Знову головний конкурент «Славії» був березнівський «Случ», який лідирував протягом всього чемпіонату, але потужний фініш «Славії», і осічка «Случа» в останньому турі, приносить золоті медалі саме рівненській команді. За увесь чемпіонат 2009 «Славія» не програла на полі жодного разу. У Кубку Рівненської області «Славія» дісталася півфіналу. Сезон 2010 «Славія» розпочала з повторної перемоги у Меморіалі Володимира Шморгуна. Згодом рівняни завоювали перший в історії Суперкубок Рівненської області, в драматичному поєдинку перегравши свого принципового суперника «ОДЕК». Захистити титул чемпіона команді не вдалося, «Славія» завершила змагання на п’ятому місці турнірної таблиці. В Кубку Рівненської області «Славія» дісталася фіналу, про те, програла з мінімальним рахунком оржівському «ОДЕКу». 

## Досягнення
- Чемпіонат Рівненської області
  -  Чемпіон (2) — 2009, 2012
  -  Срібний призер (1) — 2011

- Друга ліга Чемпіонату Рівненської області
  -  Чемпіон (1) — 2006

- Чемпіонат Рівненського району
  -  Чемпіон (1) — 2005

- Меморіал Володимира Шморгуна
  -  Чемпіон (2) — 2009, 2010

- Відкрита зимова першість Рівного з футболу пам’яті Володимира Шморгуна
  -  Срібний призер (1) — 2012

- Кубок Рівненської області
  -  Володар (1) — 2012

- Суперкубок Рівненської області
  -  Володар (1) — 2010